# Dombegyház
Dombegyház é uma vila da Hungria, situada no condado de Békés. Tem 57,94 km² de área e sua população em 2019 foi estimada em 2.039 habitantes.